# František Ignác Antonín Tůma
František Ignác Antonín Tůma o Thuma oppure Tuma (Kostelec nad Orlicí, 2 ottobre 1704 – Vienna, 30 gennaio 1774) è stato un compositore ceco.
Attivo soprattutto a Vienna, fu uno dei più importanti compositori boemi del barocco, nonché celebre organista, gambista o tiorbista.

## Biografia
Tůma ricevette i primi insegnamenti da suo padre, organista della parrocchia di Kostelec, e successivamente studiò forse al Clementinum, all'epoca importante seminario gesuita a Praga. Probabilmente anche studiò e cantò come tenore sotto la guida del compositore e organista Bohuslav Matej Cernohorský presso la chiesa minorita di San Giacomo. Successivamente Tůma si recò a Vienna, dove fu prima musicista da chiesa e successivamente nel 1722 diventò vice-Kapellmeister (vice-maestro di cappella). Nell'aprile del 1729 il suo nome appare per la prima volta in una registrazione a Vienna, con la quale venne attestata la nascita di un suo figlio.
Nel 1731 divenne Compositor und Capellen-Meister al servizio del conte Franz Ferdinand Kinsky, il quale era gran cancelliere di Boemia. La protezione di Kinsky rese possibile per Tůma poter studiare contrappunto con Johann Joseph Fux a Vienna. Egli era già entrato precedentemente in contatto con il celebre compositore austriaco, precisamente il 28 agosto 1723, in occasione della prima rappresentazione della festa teatrale Costanza e Fortezza di Fux, alla quale partecipò assieme a Jiří Antonín Benda e Sylvius Leopold Weiss. Nel 1734 Kinsky raccomandò Tůma per la posizione di maestro di cappella della Cattedrale di Praga, ma tale raccomandazione giunse tardi e Tůma dovette rimanere al servizio di Kinsky sino alla morte di quest'ultimo, avvenuta nel 1741. In seguito nello stesso fu nominato Kapellmeister dell'imperatrice Elisabetta Cristina, vedova dell'imperatore Carlo VI; alla morte di costei nel 1750 Tůma ricevette una pensione.
Nei successivi 18 anni egli rimase a Vienna, dove fu attivo come compositore e come suonatore di viola da gamba bassa e tiorba; egli fu stimato sia dalla corte asburgica che dalla nobiltà e almeno un suo lavoro potrebbe essergli stato commissionato dall'imperatrice Maria Teresa. Dopo la morte della moglie avvenuta nel 1768 circa, Tůma visse nel monastero di Geras, ma durante la sua ultima malattia tornò nella capitale austriaca e morì nel convento Merciful Brethren a Leopoldstadt.

## Considerazioni sull'artista
La musica di Tůma stilisticamente appartiene al tardo barocco. I suoi lavori sacri, i quali furono senz'altro conosciuti sia ad Haydn che a Mozart, erano noti dai contemporanei per la solidità della loro struttura e per il loro trattamento delicato sia del testo che del cromaticismo. La sua musica strumentale comprende sonate a tre e a quattro, sinfonie e partite, in gran parte per archi e basso continuo; alcuni di questi furono chiaramente pensati per un uso orchestrale.

## Composizioni

### Musica sacra
- 65 messe ca. (diverse delle quali perdute e 6 di dubbia autenticità)
- 25 tra mottetti, offertori e graduali
- 29 tra vespri e salmi
- 20 litanie
- 13 antifone mariane
- 8 inni
- 5 Stabat mater
- 3 Magnificat
- 3 responsori
- Te Deum
- Veni Sancte Spiritus
- Lamentationes Jeremiae prophetae
- Varie Lectiones
- Altri lavori sacri minori

### Musica strumentale
- 10 sonate a 3
- 5 sonate a 4
- Sonata per 2 violini, 2 tromboni e basso continuo
- 13 sinfonie a 3-4
- 18 partite a 3-4
- Tria in mi min. per organo
- Suite per organo
- Fuga per organo